# سد باوانور
سد باوانور هو سد أرضي يبنى حاليًا على نهر ديالى عند منبع مدينة بوانور في محافظة السليمانية، العراق. 23 م (75 قدم) السد الطويل سيدعم 32 ميغاواط من محطة لتوليد الطاقة الكهرومائية. كما ستعمل على السيطرة على الفيضانات وتوفير المياه للري. في أغسطس 2013، وقعت حكومة إقليم كردستان عقدًا بقيمة 200 مليون دولار أمريكي مع شركة Hidroconstrucția الرومانية لبناء السد ومحطة الطاقة. من المتوقع أن يكتمل المشروع في عام 2018.